# سباستيان كاسيريس
سباستيان كاسيريس (بالإسبانية: Sebastián Cáceres)‏ هو لاعب كرة قدم أوروغواياني، ولد في 18 أغسطس 1999 في مونتفيدو في الأوروغواي. شارك مع منتخب أوروغواي تحت 20 سنة لكرة القدم. أما مع النوادي، فقد لعب مع نادي ليفربول.

## وصلات خارجية
- سباستيان كاسيريس على موقع قاعدة بيانات كرة القدم.إي يو (الإنجليزية)
- سباستيان كاسيريس على موقع Soccerway.com (الإنجليزية)
- سباستيان كاسيريس على موقع عالم كرة القدم.نت (الإنجليزية)